# John Moody
John Moody (ur. 28 marca 1963) – nowozelandzki judoka.
Siódmy na mistrzostwach świata w 1985; uczestnik zawodów w 1991 i 1993. Drugi na mistrzostwach Wspólnoty Narodów w 1992. Zdobył cztery medale mistrzostw Oceanii w latach 1983 - 1992. Mistrz kraju w 1982, 1984, 1985, 1986, 1993 i 1994 roku.